# 児島襄
児島 襄（こじま のぼる、1927年1月26日 - 2001年3月27日）は、日本の作家。戦記作品を多数著した。

## 来歴・人物
東京府出身で府立一中、旧制一高を経て、東京大学法学部を卒業し、東京大学大学院を修了。学生時代はボート部でも活躍。
岡義武に師事、外交史を専攻した。在学中に東京裁判を傍聴したことが原点であった。卒業後は共同通信外信部を経て、歴史作家（戦史研究家）として著述活動を開始した。新聞や週刊誌で長期連載が多かった。
主な著書は、初期は『太平洋戦争』、『東京裁判』、『戦艦大和』などが、大著では『天皇』、『大山巌』、『日露戦争』、『平和の失速』、『日本占領』、『講和条約』、『第二次世界大戦 ヒトラーの戦い』など多数ある。後期著作の多くは、初版単行本から短期で文庫化されている。
1966年に『太平洋戦争』で第20回毎日出版文化賞、1990年に戦史作家を中心とした業績で菊池寛賞を受賞、1993年に紫綬褒章。1987年から1999年にかけて横綱審議委員会の委員を務め、1990年代初頭に外国人横綱不要論を主張して物議を醸している。
昭和天皇を擁護する立場で前半生の伝記を著し、文藝春秋で大半の著作を刊行するなど、昭和史に関しては保守派の論客と見なされるが、初期には『国会突入せよ』といった安保闘争で学生運動側の立場に立った戦後史の著作もある。
1971年に放送された、太平洋戦争（大東亜戦争）を題材にしたタツノコプロダクション制作の戦記アニメ『アニメンタリー 決断』では原作と監修を担当。1981年8月公開の東宝映画『連合艦隊』では、元艦上爆撃機搭乗員で海軍士官であった戦記作家豊田穣と共に、映画の企画協力を担当している。
晩年の数年間は、病により著述活動を行っていなかったが、東京大学在学生を中心に私塾で歴史研究会を「児島ゼミ」と称し催していた。当時のゼミ生には民進党元参議院議員の金子洋一などがいる。

## 逸話
- 身長190センチ、体重120キロの巨漢で、名前を「こじまじょう」と誤読されることを極度に嫌い、そのように誤読する編集者のことを本気で殴り飛ばした[1]。その性格から編集者の間での渾名は「ジョーズ」[1]。
- 『文藝春秋』の仕事でワシントンを取材した時、同行の担当編集者に「替えを持ってくるのを忘れた。俺の下着を今日中に洗濯に出してくれ。」と言い出し、クリーニング屋が見つからないことを知ると「お前、汚いパンツで日本に帰れというのか」と激怒。泣く泣く編集者がバケツを使って児島のパンツを揉み洗いしたこともある[1]。

## 著書
文庫化に際し特記無き場合、版元・巻数は同一（※は電子書籍版で再刊）
- 『昭和16年12月8日』（新潮社、1962、「昭和16年12月8日 日米開戦・ハワイ大空襲に至る道」文春文庫、1996）
- 『太平洋戦争』（上下、中公新書 ※ 1965-66、のち文庫）
- 『太平洋戦争激戦の跡をゆく』（恒文社 1966）
- 『天皇の島』（講談社 1967、のち角川文庫）
- 『悲劇の提督 南雲忠一中将　栗田健男中将』（中央公論社 1967）
- 『国会突入せよ』（講談社 1968／読売新聞社「戦後ニッポンを読む」 1997）
- 『史説山下奉文』（文藝春秋 1969、のち文春文庫）
- 『マニラ海軍陸戦隊』（新潮社 1969）
- 『英霊の谷 インパール征討作戦』（講談社 1970、文藝春秋 1973）
- 『将軍突撃せり 硫黄島戦記』（文藝春秋 1970）
- 『指揮官』（文藝春秋、1971、のち文春文庫、上下※）
- 『東京裁判』（上下、中公新書※ 1971、のち文庫 改版2007）
- 『参謀』（文藝春秋、1972、のち文春文庫、上下）
- 『史録 日本国憲法』（文藝春秋、1972、のち文春文庫）
- 『開戦前夜』（集英社、1973、のち文春文庫※）
- 『戦艦大和』（各・上下、文藝春秋、1973、のち文春文庫／カゼット出版（全1巻） 2006）
- 『天皇』（各・全5巻、文藝春秋、1974、のち文春文庫／カゼット出版 2007）
  - 1 若き親王、2 満州事変、3 二・二六事件、4 太平洋戦争、5 帝国の終焉
- 『満州帝国』（各・全3巻、文藝春秋、1975-76年、のち文春文庫）
- 『朝鮮戦争』（各・全3巻、文藝春秋、1977年、のち文春文庫）
- 『大山巌』（各・全4巻、文藝春秋、1977-78年、のち文春文庫）、続編が「日露戦争」
- 『日本占領』（各・全3巻、文藝春秋、1978年、のち文春文庫）
- 『第二次世界大戦　ヒトラーの戦い』（小学館 全15巻※ 1978-86年／文春文庫、全10巻、1992-93年） 
  - 『舞い上がる鷲——ヒトラーの戦い』（小学館ライブラリー（1巻目のみ） 1991年）
- 『戦史ノート』（文藝春秋、1980年、のち文春文庫）
- 『英雄の素顔——ナポレオンから東条英機まで』（ダイヤモンド社 1983年）
  - 『素顔のリーダー——ナポレオンから東条英機まで』（文春文庫、1986年）
- 『日中戦争』（全3巻、文藝春秋、1984年、のち文春文庫 全5巻）
- 『誤算の論理　戦史に学ぶ失敗の構造』（文藝春秋、1987年、のち文春文庫）
- 『天皇と戦争責任』（文藝春秋、1988年、のち『戦史ノート』と併せ文春文庫、1991年）
- 『日露戦争』（全5巻 文藝春秋 1990年、のち文春文庫 全8巻）
- 『平和の失速——大正時代とシベリア出兵』（全5巻、文藝春秋、1994年、のち文春文庫 全8巻）
- 『講和条約——戦後日米関係の起点』（全3巻 新潮社 1995-96年／中公文庫 全12巻 1997-98年）
- 『昭和天皇 戦後』（全3巻 小学館※ 1995-96年）
- 『児島襄戦史著作集』（全12巻、文藝春秋 1978-79年）

1・2・3 天皇
4 開戦前夜
5 太平洋戦争
6 史説・山下奉文　激戦の跡をゆく
7 将軍突撃せり　天皇の島
8 英霊の谷　マニラ海軍陸戦隊
9 戦艦大和
10 指揮官・参謀
11 東京裁判
12 史録・日本国憲法　天皇とアメリカと太平洋戦争

### 翻訳・編著
- 『昭和天皇独白録』（文藝春秋、1991年、のち文春文庫※）、座談に参加
- 編著『人類は戦争を防げるか 日・米・中・国際シンポジウム』（文藝春秋 1996）
- ロバート・レッキー『日本軍強し アメリカ海兵隊奮戦記』（恒文社 1963）
- ジョン・トーランド『真珠湾は燃えている 大東亜戦争の6カ月』（恒文社 1964）
- ジョン・ディーン・ポッター『太平洋の提督　山本五十六の生涯』（恒文社 1966、新版1997、2008）
初刊版は別名=三戸栄訳、新版は児島襄訳である。